# Ovenna simulans
Ovenna simulans là một loài bướm đêm thuộc phân họ Arctiinae, họ Erebidae.